# Tigersprung

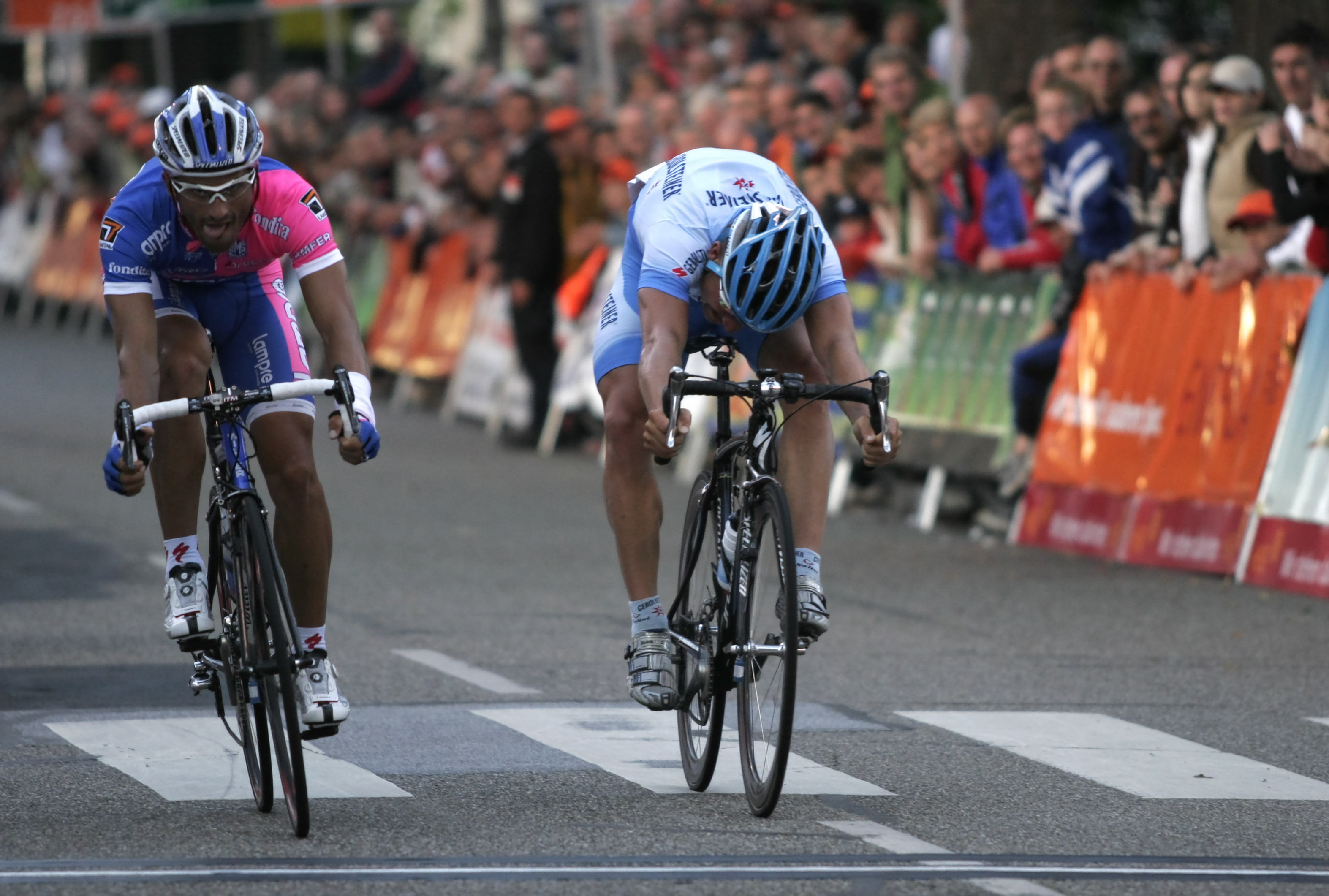
Ein Tigersprung von Robert Förster. Links im Bild Daniele Bennati

Der Tigersprung (auch „Panthersprung“) ist ein Begriff aus dem Radsport und bezeichnet das Vorschieben des Vorderrades bei einem Zieleinlauf. Da für die Wertung die lotrechte vordere Tangente des Vorderrades maßgeblich ist, wird er bei Sprintentscheidungen eingesetzt, wenn zwei oder mehrere Fahrer fast auf gleicher Höhe liegen, um eine Verbesserung der Position zu erreichen.
Die Ausführung unterscheidet sich deutlich, je nachdem ob der Tigersprung auf der Bahn oder Straße und Gelände (Mountainbike und Cyclocross) eingesetzt wird:
- Auf Straße und im Gelände: Hier werden die Arme maximal nach vorne durchgestreckt, der Kopf mehr oder weniger stark zwischen die Arme gesenkt und der gesamte Oberkörper gestreckt, so dass der Fahrer auch mit dem Gesäß auf dem Sattel nach hinten rutscht. Hierbei gelingt es einem Sprintspezialisten oft, aufgrund guter Beherrschung des Rades sogar über die hintere Kante des Sattels hinauszurutschen, so dass er fast mit dem Bauch den Sattel berührt (siehe beispielsweise Robert Förster auf nebenstehender Abbildung).
- Auf der Bahn: Wegen der höheren Trittfrequenz und des Umstands, dass Bahnräder keinen Freilauf besitzen (siehe starrer Gang), kann der Tigersprung auf der Bahn nicht in der extremen Ausprägung durchgeführt werden wie auf der Straße. Hier kommt es in erster Linie darauf an, die Arme stark durchzustrecken und das Manöver sehr kurz, aber gezielt auf der Ziellinie einzusetzen. Um zusätzlich eine stärkere Schwerpunktverlagerung des Fahrers gegenüber dem Rad nach hinten zu erreichen (Gesetz von Actio et reactio) heben hier manche Fahrer kurzzeitig das Gesäß vom Sattel um wenige Zentimeter hoch. Dabei kann es auch noch um wenige Zentimeter nach hinten verschoben werden, so dass es auch zu einer zusätzlichen Schwerpunktverlagerung kommt, aber die Oberschenkel zu einer besseren Kontrolle seitlich an der Sattelspitze anliegen.

## Bildfolge zum Tigersprung bei einer Sprintwertung

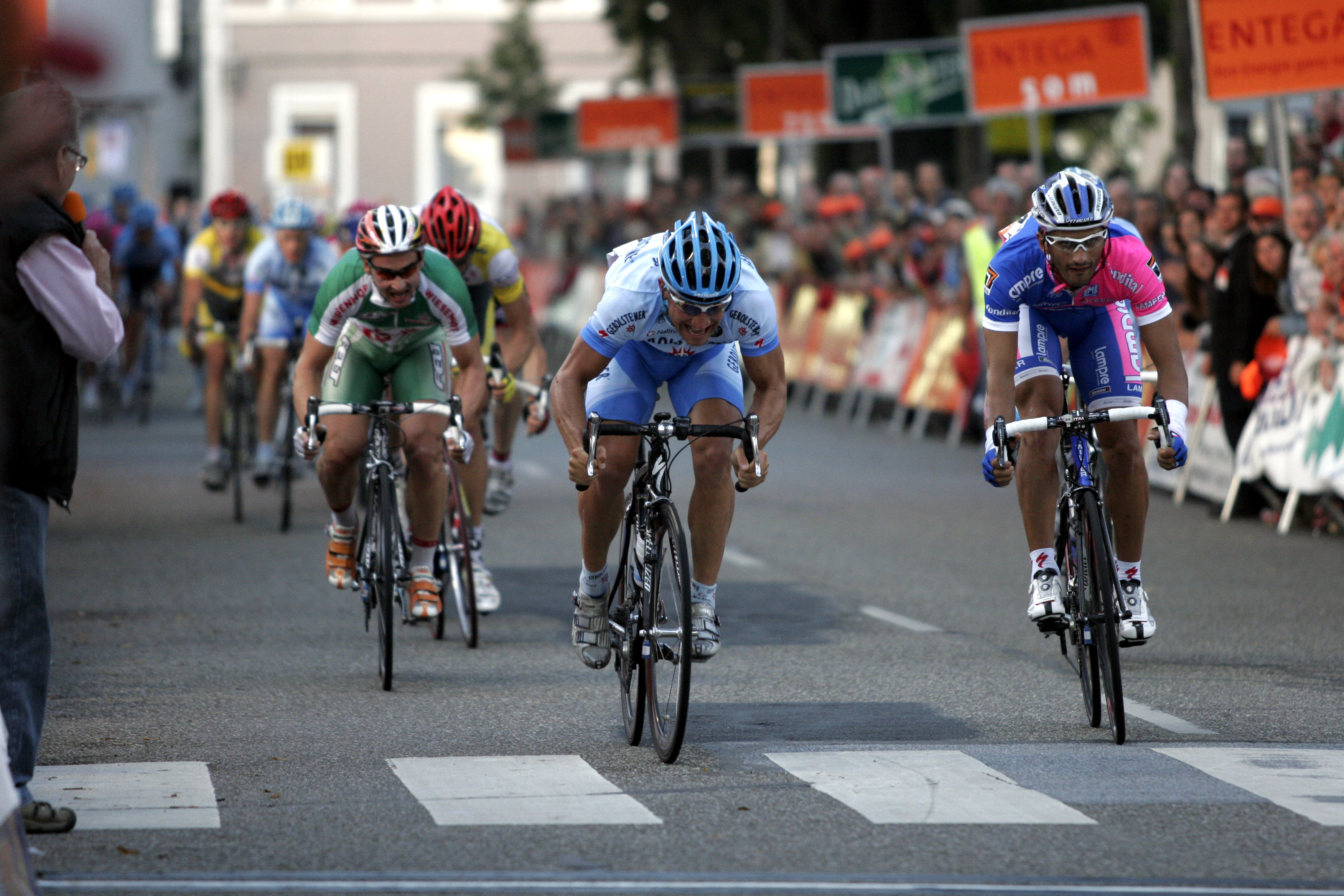
Die Sprintphase wenige Meter vor der Ziellinie. In der Bildmitte Robert Förster. Rechts Daniele Bennati.
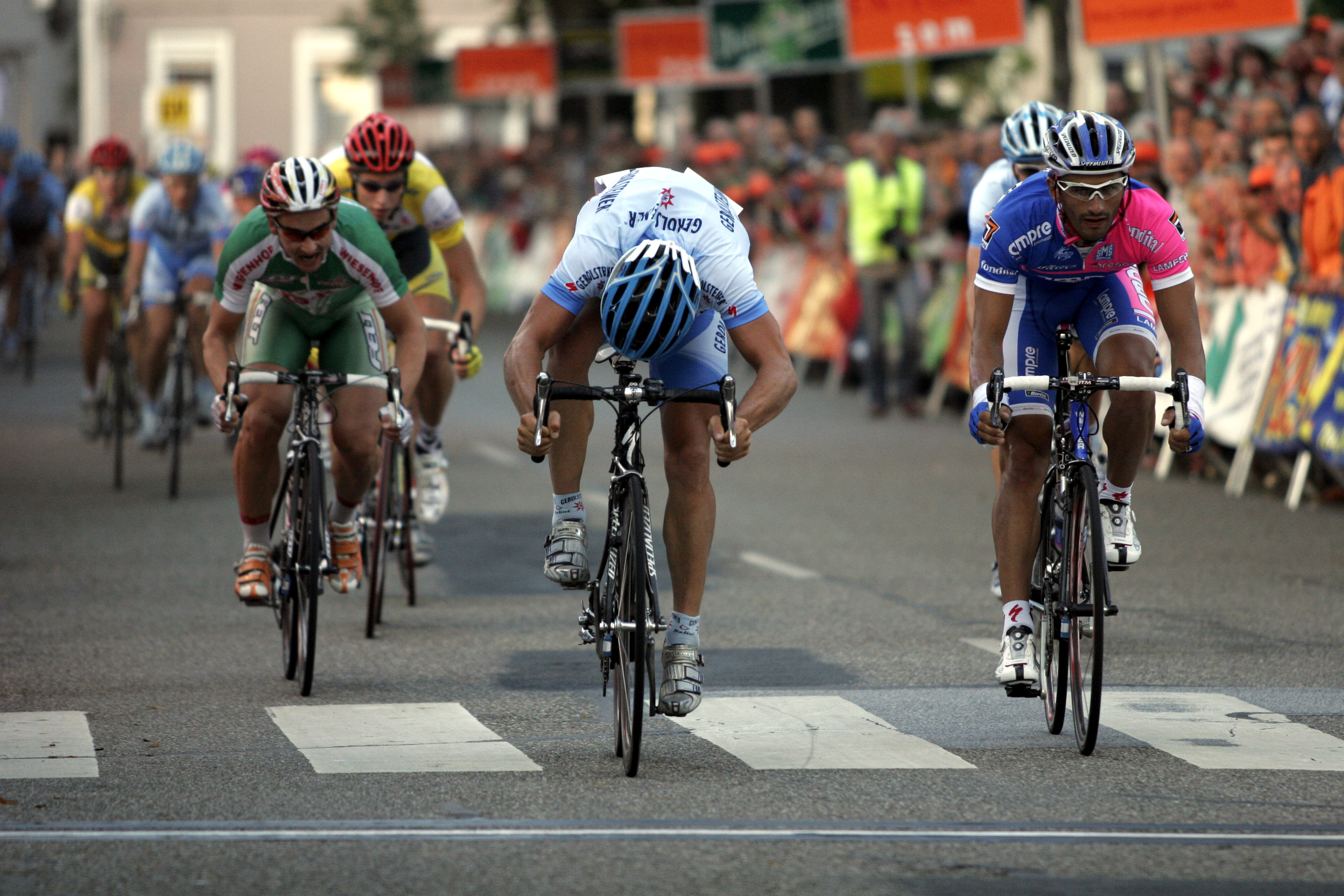
Übergang zum Tigersprung bei Robert Förster.
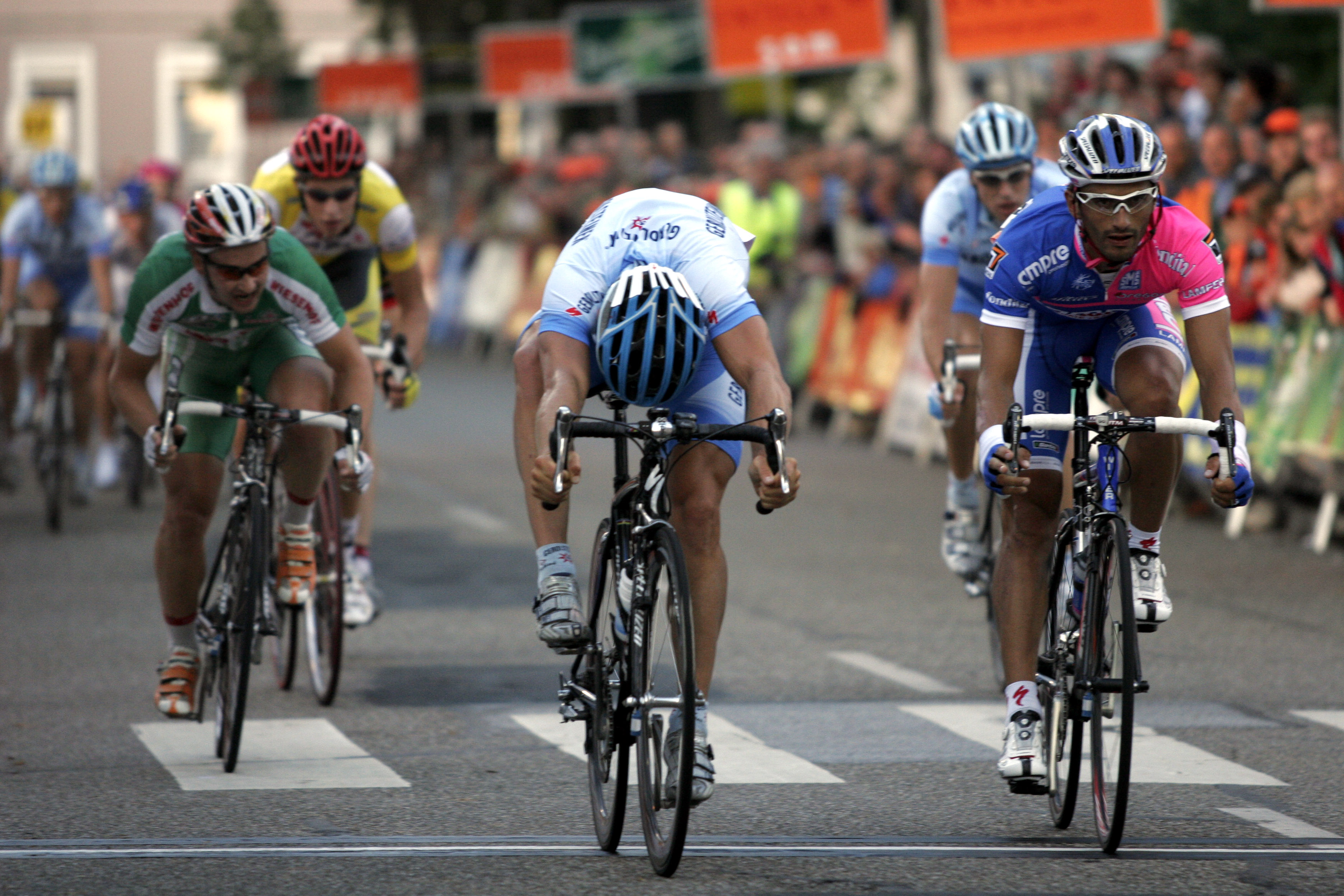
Auf der Ziellinie sichert sich Förster den Sieg durch Tigersprung und verharrt auch nach der Ziellinie kurz so.